# 南漳龍屬
南漳龍屬（學名：Nanchangosaurus）是種已滅絕海生爬行動物，生存於三疊紀早期的中國。屬名是以化石發現地湖北省南漳縣為名。南漳龍的身長約1公尺，可能以魚類為食，或是以長口鼻部搜索水生無脊椎動物為食。南漳龍的外形類似魚龍類，可能是魚龍類的近親。

## 特徵
南漳龍的外形介於魚龍類、鱷魚之間。牠們的體型成流線型，類似海豚或魚龍類，四肢呈鰭狀，前肢大於後肢，尾巴類似鱷魚，適合在水中游泳。南漳龍的背部有骨質鱗甲，類似短吻鱷；口鼻部長，具有牙齒，則類似魚龍類、江豚。

## 分類
南漳龍與湖北鱷都屬於湖北鱷目（Hupehsuchia），而這兩屬可能是同一物種。湖北鱷與南漳龍有少數不同特徵，例如：湖北鱷的背部真皮板較厚、神經棘分為近端單元和遠端單元。南漳龍的相關研究較少。
湖北鱷有細長的口鼻部，類似恆河鱷、江豚、魚龍類，細長的口鼻部可能用來抓住魚類或水生無脊椎動物等食物。由於南漳龍與湖北鱷的流線型體型、長口鼻部、鰭狀肢、多指型，牠們有時被認為與魚龍類的祖先有關。但是，頭骨上的裂口顯示牠們可能是與主龍類有關。部分研究人員將這兩個屬歸類於始鱷目，一群早期雙孔亞綱動物。